# L'Argent
L'Argent (br O Dinheiro) é um filme franco-suíço de 1983, do gênero drama, realizado por Robert Bresson. O roteiro é baseado no conto Falso Cupom de Lev Tolstói. Foi gravado em 35 mm.

## Sinopse
Uma nota de banco falsa posta distraidamente a circular por um jovem burguês, resulta no desemprego de um jovem inocente trabalhador.
Este é preso após um assalto falhado, perde a sua mulher e filho e, finalmente, aplaca as suas frustrações com a morte da família de uma simpática amiga que lhe oferece alojamento.

## Elenco
- Christian Patey .... Yvon Targe
- Vincent Risterucci .... Lucien
- Caroline Lang .... Elise
- Marc Ernest Fourneau .... Norbert
- Bruno Lapeyre .... Martial
- Sylvie van den Elsen
- Michel Briquet
- Beatrice Tabourin
- Didier Baussy

## Principais prêmios e indicações
Festival de Cannes 1983 (França)
- Venceu na categoria de melhor diretor[carece de fontes?]
- Indicado à Palma de Ouro (melhor filme)[carece de fontes?]

Prêmio César 1984 (França)
- indicado na categoria de melhor som[carece de fontes?]